# Marin Pinelle
Marin Pinelle (9 février 1743, Colmar - 4 octobre 1793, Ettenheim), est un prêtre et homme politique français, député aux États généraux de 1789.

## Biographie
Curé d'Hilsenheim en Alsace, il est élu, le 1er avril 1789, député du clergé aux États généraux par le bailliage de Colmar et Schlestadt. Il vote avec la droite. Le 25 juillet, il se plaint à l'Assemblée des violences exercées à Quincey en Franche-Comté par la population « qui avait, dit-il, brûlé, saccagé les chartriers des seigneurs, détruit et démoli différents châteaux et incendié une abbaye de l'ordre de Cîteaux ». Il demanda une punition sévère des coupables. 
Attaché à l'Ancien Régime, le curé Pinelle s'associe, avec le bailli de Flachslanden et l'abbé d'Eymar, députés d'Haguenau et de Wissembourg, à une protestation contre les actes de l'Assemblée constituante relativement aux maisons religieuses d'Alsace. En congé à partir du 2 août 1790, il ne paraît pas être revenu siéger, et disparait de la scène politique.

## Sources bibliographiques
- « Marin Pinelle », dans Adolphe Robert et Gaston Cougny, Dictionnaire des parlementaires français, Edgar Bourloton, 1889-1891 [détail de l’édition] [texte sur Sycomore].
- Rodolphe Reuss, « La séance de nuit de l'Assemblée Nationale du 4 août 1789 racontée par un curé alsacien », Annuaire de l'Ecole pratique des hautes études. 4e section, Sciences historiques et philologiques, 1923-1924, p. 7-18.